# Donje Trnjane
Donje Trnjane (izvirno srbsko Доње Трњане) je naselje v Srbiji, ki upravno spada pod Mesto Leskovac; slednja pa je del Jablaniškega upravnega okraja.

## Demografija
V naselju, katerega izvirno (srbsko-cirilično) ime je Доње Трњане, živi 236 polnoletnih prebivalcev, pri čemer je njihova povprečna starost 42,0 let (41,2 pri moških in 42,7 pri ženskah). Naselje ima 79 gospodinjstev, pri čemer je povprečno število članov na gospodinjstvo 3,66.
To naselje je, glede na rezultate popisa iz leta 2002, večinoma srbsko.
|  |

| Demografija | Demografija     | Demografija     |
| Leto        | Št. prebivalcev | Št. prebivalcev |
| ----------- | --------------- | --------------- |
|             |                 |                 |
|             |                 |                 |
|             |                 |                 |
|             |                 |                 |
| 1948        | 271             |                 |
| 1953        | 273             |                 |
| 1961        | 291             |                 |
| 1971        | 338             |                 |
| 1981        | 345             |                 |
| 1991        | 366             | 360             |
| 2002        | 300             | 289             |
|             |                 |                 |

| Etnična sestava po popisu iz leta 2002 | Etnična sestava po popisu iz leta 2002 | Etnična sestava po popisu iz leta 2002 | Etnična sestava po popisu iz leta 2002 | Etnična sestava po popisu iz leta 2002 |
| -------------------------------------- | -------------------------------------- | -------------------------------------- | -------------------------------------- | -------------------------------------- |
| Srbi                                   | Srbi                                   |                                        | 286                                    | 98,96%                                 |
| Čehi                                   | Čehi                                   |                                        | 1                                      | 0,34%                                  |
| Romi                                   | Romi                                   |                                        | 1                                      | 0,34%                                  |
| Neznano                                | Neznano                                |                                        | 1                                      | 0,34%                                  |